# پروونشل ایرلاینز

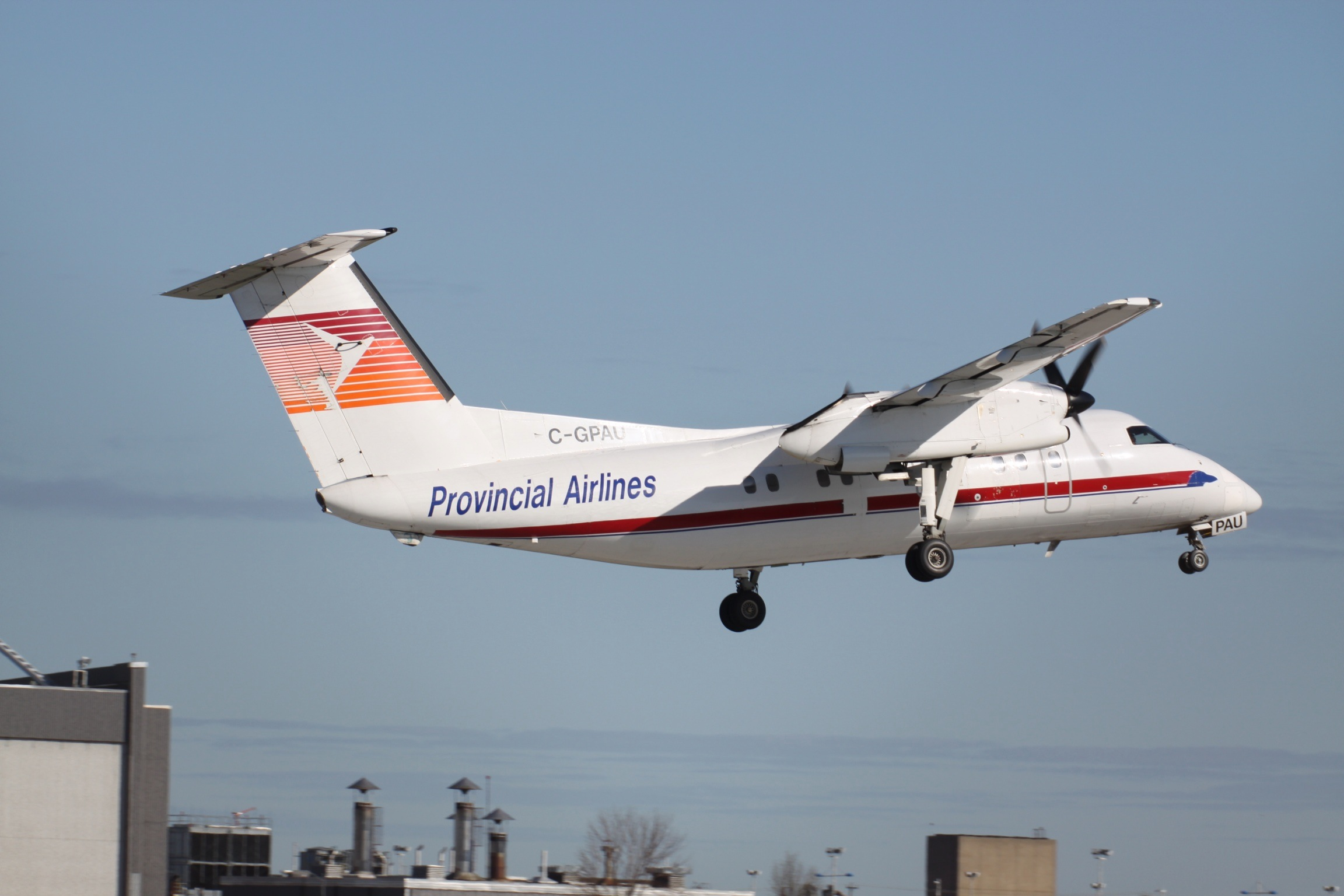
این شرکت هواپیمایی در طول تاریخ خود هرگز از هواپیماهای دوربرد استفاده نکرد، زیرا فقط به مقاصد داخلی پرواز می کند.

پروونشل ایرلاینز (به انگلیسی: Provincial Airlines) یک شرکت هواپیمایی با کد یاتا PB است که در تاریخ ۱۹۷۲ میلادی تأسیس شده است.
قطب این شرکت هواپیمایی در فرودگاه بین‌المللی سنت جان، سی‌اف‌بی گوس بی، فرودگاه بین‌المللی مونترآل-پییر الیوت ترودو و فرودگاه بین‌المللی هلفکس استانفیلد قرار دارد و به ۲۲ مقصد، پرواز مستقیم انجام می‌دهد.

## مقصدهای پروازی
مقصدهای پروازی پروونشل ایرلاینز به شرح زیر است:
- نیوفاندلند و لابرادور
  - فرودگاه آبشار چرچیل
  - فرودگاه منطقه‌ای دیر لیک
  - سی‌اف‌بی گوس بی
  - فرودگاه هپدال
  - فرودگاه مکوویک
  - فرودگاه نین
  - فرودگاه ناتواشیش
  - فرودگاه پستویل
  - فرودگاه سنت آنتونی
  - فرودگاه بین‌المللی سنت جان
  - فرودگاه بین‌المللی استفنویل
  - فرودگاه وابش
- نوا اسکوشیا
  - فرودگاه بین‌المللی هلفکس استانفیلد
- نیوبرانزویک
  - فرودگاه شارلو
- استان کبک
  - فرودگاه لوردز د بلانک سابلون
  - فرودگاه بین‌المللی مونترآل-پییر الیوت ترودو
  - فرودگاه بین‌المللی ژان لوساژ شهر کبک
  - فرودگاه سپت‌ائیلس
  - فرودگاه سچففرویلل